# Хаматов, Айрат Касимович
Айра́т Касимович Хама́тов (род. 2 февраля 1965, Казань) — советский боксёр лёгкой и полулёгкой весовых категорий, выступал за сборную СССР в конце 1980-х — начале 1990-х годов. Чемпион мира, чемпион национального первенства, обладатель серебряной медали чемпионата Европы, бронзовый призёр Игр доброй воли, заслуженный мастер спорта. Ныне работает на должности президента Федерации бокса Татарстана, судья международной категории.

## Биография
Айрат Хаматов родился 2 февраля 1965 года в Казани. Активно заниматься спортом начал в возрасте тринадцати лет в спортивном клубе «Ракета» посёлка Дербышки у тренера М. Валиуллина, затем продолжил подготовку под руководством заслуженного тренера Виктора Краснова, на соревнованиях представлял добровольное спортивное общество «Зенит».
Первого серьёзного успеха на ринге добился в 1986 году, когда в полулёгком весе выиграл Спартакиаду народов РСФСР и взял бронзу на первенстве Советского Союза. Благодаря этим победам попал во взрослую сборную страны и стал ездить на крупные международные турниры, где регулярно добивался достойных результатов.
В 1989 году завоевал серебряную медаль национального первенства, взял серебро на Кубке мэра в Маниле, уступив в решающем финальном поединке филиппинцу Леопольдо Кантансио, получил золотую награду на чемпионате мира в Москве. За эти достижения удостоен почётных званий «Заслуженный мастер спорта» и «Выдающийся боксёр».
В следующем сезоне выиграл бронзовую медаль на Играх доброй воли в Сиэтле — на стадии полуфиналов его выбил семнадцатилетний американец Оскар де ла Хойя. 1991 год получился не менее успешным, спортсмен удостоился серебряной медали на чемпионате Европы в Гётеборге, завоевал титул чемпиона СССР. Будучи лидером сборной, должен был участвовать в состязаниях летних Олимпийских игр 1992 года в Барселоне, однако незадолго до начала олимпийского турнира на отборочном чемпионате СНГ в Тамбове уступил своему прямому конкуренту в лёгкой весовой категории Артуру Григоряну. Оставшись без Олимпиады, Хаматов принял решение завершить карьеру, всего в его послужном списке 151 бой, из них 123 окончены победой.
Позже Айрат Хаматов переехал на Украину, где попробовал выступать на профессиональном уровне, тем не менее, из-за бесперспективности вскоре оставил это занятие. Некоторое время занимался бизнесом в Москве и Казани, руководил небольшой строительной фирмой, но тоже не долго. Начиная с декабря 1999 года является спортивным функционером, занимает пост президента Федерации бокса Республики Татарстан. Женат, есть сын и дочь.